# 颗砂乡
颗砂乡，是中华人民共和国湖南省湘西土家族苗族自治州永顺县下辖的一个乡镇级行政单位。

## 行政区划
颗砂乡下辖以下地区：
颗砂村、太坪村、新寨村、上马村、比溪村、树竹村、白龙村、两河村、山河村和年丰村。